# Song for My Father
Song for My Father (Cantiga para Meu Pai) – album studyjny amerykańskiego pianisty jazzowego Horace’a Silvera oraz współpracujących z nim w The Horace Silver Quintet muzyków, wydany z numerem katalogowym BLP 4185 i BST 84185 w 1965 roku przez Blue Note Records.
Utwór tytułowy i album Silver zadedykował w dwóch językach (angielskim i portugalskim) swojemu ojcu, urodzonemu na wyspie Maio Johnowi Tavaresowi Silverowi, z pochodzenia Portugalczykowi.

## Powstanie
Materiał na płytę został zarejestrowany 31 października 1963 (A3, B3 oraz Sanctimonious Sam, Que Pasa? (Trio Version)) oraz 28 stycznia (Sighin’ and Cryin’, Silver Treads Among My Soul) i 26 października (A1, A2, B1, B2) 1964 roku przez Rudy’ego Van Geldera w należącym do niego studiu (Van Gelder Studio) w Englewood Cliffs w stanie New Jersey. Produkcją albumu zajął się Alfred Lion.

## Okładka
Okładkę płyty zaprojektował Reid Miles. Ozdobiło ją wykonane przez Francisa Wolffa zdjęcie przedstawiające Johna Tavaresa Silvera, siedzącego w słomkowym kapeluszu i palącego cygaro.

## Recepcja
Dwa z zawartych na płycie utworów stały się standardami jazzowymi (Song for My Father Silvera, The Kicker Hendersona).
Kompozycja tytułowa to prawdopodobnie najbardziej znany z kawałków napisanych przez Silvera.
W recenzji albumu Steve Huey z AllMusic stwierdził, iż „mainstreamowy hard bop rzadko bywa tak udany, jak Song for My Father”, oraz że longplay ten to „szczytowe osiągnięcie w już wcześniej usianej klasykami dyskografii” Silvera.

## Lista utworów
Opracowano na podstawie materiału źródłowego.
Wydanie LP
Strona A
| Nr | Tytuł utworu                       | Muzyka        | Długość |
| -- | ---------------------------------- | ------------- | ------- |
| 1. | „Song for My Father”               | Horace Silver | 7:18    |
| 2. | „The Natives Are Restless Tonight” | Silver        | 6:11    |
| 3. | „Calcutta Cutie”                   | Silver        | 8:31    |
|    |                                    |               | 22:00   |

Strona B
| Nr | Tytuł utworu   | Muzyka        | Długość |
| -- | -------------- | ------------- | ------- |
| 1. | „Que Pasa?”    | Silver        | 7:48    |
| 2. | „The Kicker”   | Joe Henderson | 5:27    |
| 3. | „Lonely Woman” | Silver        | 7:03    |
|    |                |               | 20:18   |

Utwory dodatkowe na reedycji (1999):
| Nr | Tytuł utworu                  | Muzyka      | Długość |
| -- | ----------------------------- | ----------- | ------- |
| 1. | „Sanctimonious Sam”           | Musa Kaleem | 3:55    |
| 2. | „Que Pasa? (Trio Version)”    | Silver      | 5:38    |
| 3. | „Sighin’ and Cryin’”          | Silver      | 5:26    |
| 4. | „Silver Treads Among My Soul” | Silver      | 3:51    |
|    |                               |             | 18:50   |

## Twórcy
Opracowano na podstawie materiału źródłowego.
Muzycy:
- A1, A2, B1, B2:
  - Horace Silver – fortepian
  - Carmell Jones – trąbka
  - Joe Henderson – saksofon tenorowy
  - Teddy Smith – kontrabas
  - Roger Humphries – perkusja

- A3, B3 i utwory dodatkowe na reedycji (1999):
  - Horace Silver – fortepian
  - Blue Mitchell – trąbka (oprócz B3 i Que Pasa? (Trio Version)))
  - Junior Cook – saksofon tenorowy (oprócz B3 i Que Pasa? (Trio Version)))
  - Gene Taylor – kontrabas
  - Roy Brooks – perkusja

Produkcja:
- Alfred Lion – produkcja muzyczna
- Rudy Van Gelder – inżynieria dźwięku
- Reid Miles – projekt okładki
- Francis Wolff - fotografia na okładce
- Leonard Feather – liner notes
- Michael Cuscuna – produkcja muzyczna (reedycja z 1999)
- Bob Blumenthal – liner notes (1999)